# Ustrój polityczny Brunei
Brunei jest absolutną monarchią islamską. Głową państwa, jak i szefem rządu jest sułtan.
Funkcję parlamentu pełni 15-osobowa Rada Ustawodawcza Brunei. Pełnia władzy wykonawczej i ustawodawczej należy do sułtana. Organami doradczymi sułtana są 4 rady: Rada ds. Sukcesji, Rada ds. Religii, Rada Ministrów i Tajna Rada.
Od 1962 roku część postanowień konstytucji pozostaje w zawieszeniu, sułtan rządzi za pomocą dekretów i jest utrzymywany stan wyjątkowy. Od 1967 roku Sułtanem Brunei jest Hassanal Bolkiah.

## Władza sądownicza
Władzę sądowniczą sprawuje Sąd Najwyższy, składający się z Sądu Apelacyjnego i Sądu Najwyższego.